# Jof di Montasio e Jof Fuart
Jof di Montasio e Jof Fuart este o arie protejată (arie specială de conservare — SAC, sit de importanță comunitară — SCI) din Italia întinsă pe o suprafață de 7.999 ha, integral pe uscat.

## Localizare
Centrul sitului Jof di Montasio e Jof Fuart este situat la coordonatele 46°25′59″N 13°29′17″E / 46.4331°N 13.4881°E.

## Înființare
Situl Jof di Montasio e Jof Fuart a fost declarat sit de importanță comunitară în septembrie 1995 pentru a proteja 2 specii de plante și 33 de specii de animale. Situl a fost protejat și ca arie specială de conservare în octombrie 2013.

## Biodiversitate
Situată în ecoregiunea alpină, aria protejată conține 23 de habitate naturale: Grohotișuri termofile și vest-mediteraneene, Tufărișuri subarctice cu Salix spp., Tufărișuri cu Pinus mugo și Rhododendron hirsutum (Mugo-Rhododendretum hirsuti), Păduri ilirice de Fagus sylvatica (Aremonio-Fagion), Mlaștini turboase de tranziție și turbării mișcătoare, Ghețari permanenți, Fânețe de joasă altitudine (Alopecurus pratensis, Sanguisorba officinalis), Păduri alpine de Larix decidua și/sau Pinus cembra, Pajiști alpine și subalpine calcaroase, Formațiuni de Juniperus communis pe lande sau pajiști calcaroase, Grohotișuri calcaroase și de șisturi calcaroase de la nivelul montan până la nivelul alpin (Thlaspietea rotundifolii), Formațiuni ierboase bogate în specii de Nardus, dezvoltate pe substraturi silicioase în zone montane (și în zone submontane, în Europa continentală), Liziere de ierburi înalte hidrofile de câmpie și de nivel montan până la alpin, Pajiști uscate din regiunea submediteraneeană estică (Scorzoneratalia villosae), Râuri de munte și vegetația lor lemnoasă cu Salix elaeagnos, Păduri acidofile de Picea de la nivel montan la nivel alpin (Vaccinio-Piceetea), Pante stâncoase calcaroase cu vegetație casmofită, Izvoare petrifiante cu formare de travertin (Cratoneurion), Pajiști alpine și boreale, Păduri aluvionare cu Alnus glutinosa și Fraxinus excelsior (Alno-Padion, Alnion incanae, Salicion albae), Râuri de munte și vegetația erbacee de pe malurile acestora, Peșteri inaccesibile publicului, Păduri de pin (sub-) mediteraneene cu pini negri endemici.
La baza desemnării sitului se află mai multe specii protejate:
- plante (2): Campanula zoysii, papucul doamnei (Cypripedium calceolus)
- păsări (20): minunița (Aegolius funereus), potârnichea de stâncă (Alectoris graeca saxatilis), acvilă de munte (Aquila chrysaetos), cocoșul de mesteacăn (Bonasa bonasia), buha (Bubo bubo), șerpar (Circaetus gallicus), cristeiul de câmp (Crex crex), ciocănitoare neagră (Dryocopus martius), șoim călător (Falco peregrinus), ciuvică (Glaucidium passerinum), zăgan (Gypaetus barbatus), vulturul pleșuv sur (Gyps fulvus), Lagopus muta helvetica, sfrâncioc roșiatic (Lanius collurio), Lyrurus tetrix tetrix, viespar (Pernis apivorus), ciocănitoare de munte (Picoides tridactylus), ciocănitoare verzuie (Picus canus), huhurezul mic (Strix uralensis),  cocoș de munte (Tetrao urogallus)
- amfibieni (2): izvoraș-cu-burta-galbenă (Bombina variegata), Triturus carnifex
- mamifere (5): liliac cârn (Barbastella barbastellus), râs eurasiatic (Lynx lynx), liliac cu urechi de șoarece (Myotis blythii), liliacul mic cu potcoavă (Rhinolophus hipposideros), urs brun (Ursus arctos)
- nevertebrate (4): Austropotamobius pallipes, erebia calcarius (Erebia calcaria), fluturele auriu (Euphydryas aurinia), Rosalia alpina
- pești (2): zglăvoacă (Cottus gobio), Salmo marmoratus

Pe lângă speciile protejate, pe teritoriul sitului au mai fost identificate 13 specii de plante, 6 specii de amfibieni, 9 specii de mamifere, 5 specii de nevertebrate, 5 specii de reptile.